# Tweede Kamerverkiezingen
De Tweede Kamerverkiezingen zijn rechtstreekse verkiezingen volgens het principe van evenredige vertegenwoordiging waarmee de samenstelling van de Nederlandse Tweede Kamer der Staten-Generaal wordt bepaald.
Leden worden rechtstreeks gekozen. In beginsel geldt de verkiezing voor een periode van vier jaar. De laatste reguliere verkiezingen vonden plaats op 22 november 2023. Na de val van het kabinet-Schoof worden op 29 oktober 2025 nieuwe verkiezingen gehouden.

## Deelname
Om verkozen te worden in de Tweede Kamer moet men zich verkiesbaar stellen. Meestal gebeurt dit via een politieke partij, maar het is ook mogelijk om individueel verkiesbaar te zijn. Wel is een partij (een vereniging met volledige rechtsbevoegdheid) benodigd om een aanduiding, anders dan enkel het lijstnummer, op het stembiljet te krijgen. De Kiesraad organiseert de landelijke en Europese verkiezingen. Ook beheert en regelt de Kiesraad de aanmeldingen van de registraties.
Het verkiesbaar stellen voor de Tweede Kamer vindt plaats per kieskring. Nederland heeft 20 kieskringen. Voor elke kieskring kan een andere lijst worden ingeleverd, maar meestal is het grootste deel van de lijst voor elke kieskring identiek. Wanneer een partij nog niet is verkozen, zijn voor het deelnemen in een kieskring ondersteuningsverklaringen vereist van 30 kiezers uit de betreffende kieskring. Ondersteuningsverklaringen van kandidaten tellen ook mee, maar alleen in hun eigen kieskring.
Bovendien moet, naargelang de vestigingsplaats van de vereniging of van de eerstgenoemde kandidaat op de kandidatenlijst, een borgsom van € 11.250 of $ 11.250 betaald worden (in totaal, dus niet per kieskring). Deze krijgt de partij terug als het totaal aantal behaalde stemmen in alle kieskringen samen ten minste 75% is van de kiesdeler.

## Organisatie
Verkiezingen in Nederland worden georganiseerd door de afdeling burgerzaken van de gemeenten; deze verschaffen een stempas aan alle ingezetenen, zoals bepaald op basis van de gemeentelijke basisadministratie. De peildatum hiervoor is 43 dagen voor de verkiezing, tevens de dag van kandidaatstelling. De afdeling burgerzaken (in grote gemeenten ook Bureau Verkiezingen als onderdeel daarvan) is ook verantwoordelijk voor de opleiding en benoeming van de stembureauleden, het controleren van de door de stembureaus aangeleverde gegevens (zijn er evenveel stemmen uitgebracht als er stempassen zijn ingenomen) en het doorgeven van de uitslag aan het hoofdstembureau.
Het tellen van de stemmen is daarentegen de taak van het stembureau. Sinds het afschaffen van de stemcomputers zijn de meeste afdelingen burgerzaken minstens tot na twee uur 's nachts bezig met het verwerken van de gegevens, waarna het hoofdstembureau van het desbetreffende district de dag erna de bescheiden controleert en in ontvangst neemt en weer een dag later naar de kiesraad in Den Haag brengt.

## Datum
Verkiezingen voor de Tweede Kamer vinden volgens de Kieswet in principe elke vier jaar plaats, in maart. Als er in dat jaar al verkiezingen worden gehouden voor de gemeenteraad of voor Provinciale Staten, worden de Tweede Kamerverkiezingen gehouden in mei.
Soms kan er besloten worden om vervroegde verkiezingen te houden. Dat gebeurt onder andere wanneer er een kabinet valt. Deze verkiezingen kunnen in elke maand gehouden worden.
De verkiezingen volgend op deze vervroegde verkiezingen vinden dan weer plaats in de maand maart of mei, 4 jaar en een aantal maanden later. Een uitzondering hierop is als er vervroegde verkiezingen in maart, april of mei zijn. De zittingstermijn wordt dan juist iets verkort, tot 3 jaar en ongeveer 11 maanden (tenzij in het jaar waarin de zittingstermijn eindigt verkiezingen worden gehouden voor de gemeenteraad of Provinciale Staten). Zo kon het dat na de verkiezingen van september 2012 pas in maart 2017 nieuwe verkiezingen gehouden werden.

## Kiessysteem

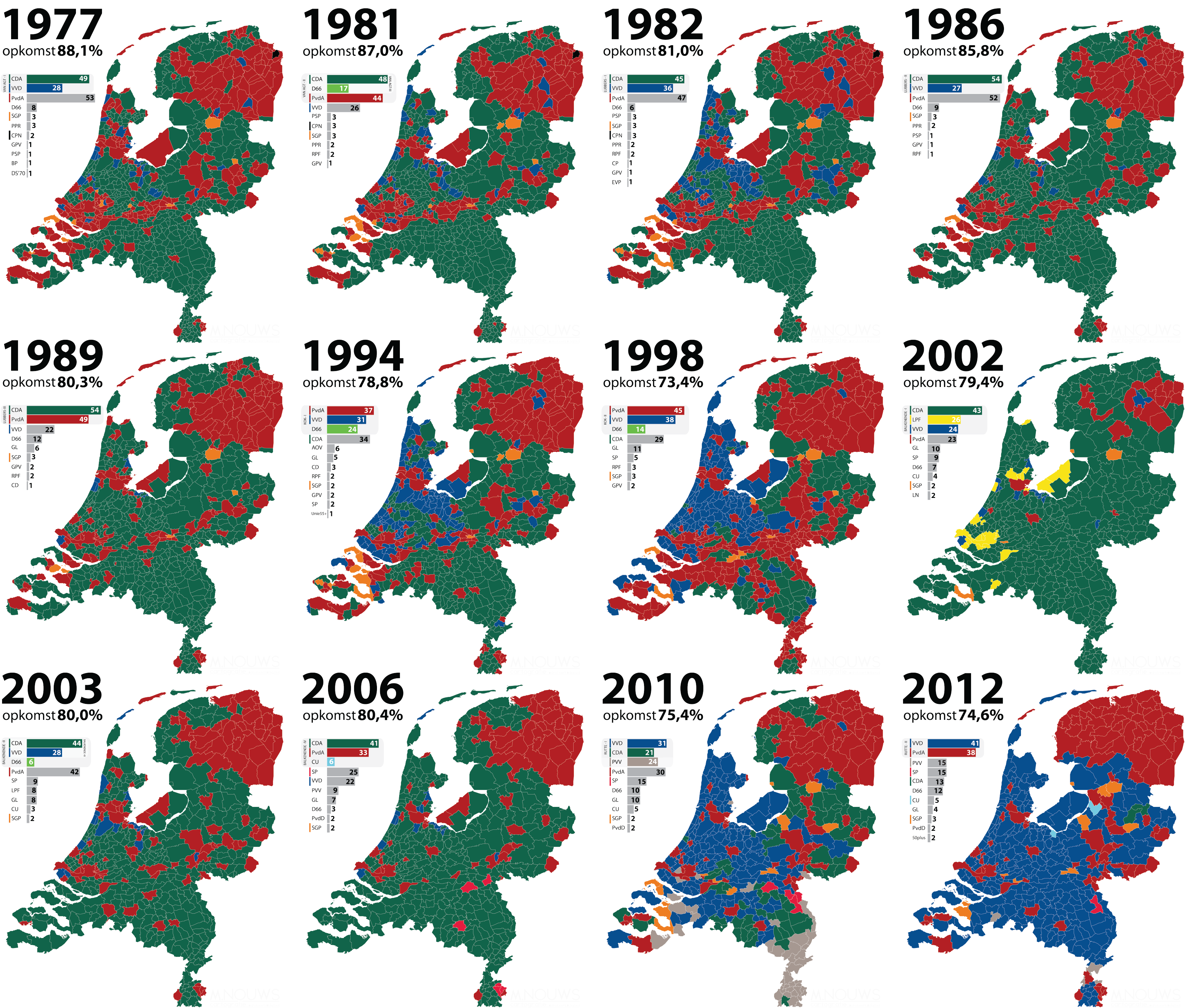
Overzicht Tweede Kamerverkiezingen 1977-2012

Nederland kent 20 kieskringen, maar bij deze verkiezingen wordt er in principe één nationaal kiesdistrict gebruikt. Bij het toewijzen van de zetels wordt de kiesdeler gebruikt, wat gelijk staat aan het totale aantal uitgebrachte geldige stemmen gedeeld door het aantal Kamerzetels. Lijsten krijgen evenveel zetels als het aantal malen dat die lijst de kiesdeler heeft behaald.
Omdat het bijna nooit voorkomt dat het aantal stemmen van elke partij precies een veelvoud van de kiesdeler is, zullen hierna nog zetels overblijven, de zogenoemde restzetels. Voor deze restzetels komen alleen partijen in aanmerking die al een zetel hebben doordat ze boven de kiesdrempel uitkwamen, waardoor de kiesdeler in de praktijk ook een kiesdrempel is. De restzetels worden verdeeld aan de hand van de methode-D'Hondt. Hierbij worden de restzetels toebedeeld aan de partijen waarvan het aantal stemmen het hoogste gemiddelde per zetel is als zij een extra zetel zouden krijgen. In de praktijk geeft dit een voordeel aan grotere partijen, die daardoor ook twee of meer extra zetels kunnen krijgen. Tot 2017 konden partijen lijstverbindingen aangaan, waarbij de partijen als één lijst beschouwd werden voor de restzetelverdeling en zo hun kansen konden vergroten.
Binnen een lijst worden de zetels eerst toegekend aan de kandidaten die meer stemmen hebben ontvangen dan 25% van de kiesdeler (voor zover de lijst voldoende zetels toegewezen heeft gekregen), in de volgorde van de aantallen aan hen toegekende stemmen. Resteren dan nog zetels, dan worden deze toegewezen in de volgorde van de kieslijst.